# Emil Agyekum
Emil Agyekum (['aʒekʊm], * 22. Mai 1999 in Berlin) ist ein deutscher Hürdenläufer und Sprinter. 2024 wurde er über 400 Meter Hürden zum ersten Mal Deutscher Meister.

## Leben
Emil Agyekum, in Berlin geboren, hat deutsche und ghanaische Wurzeln. Das vierte bis sechste Lebensjahr verbrachte er in Ghana, wo er eine Schweizer Schule besuchte.

## Sportliche Karriere
2015 war Agyekum Berliner Meister und Deutscher U18-Vizemeister im 400-Meter-Hürdenlauf. Ein Jahr später wurde er Deutscher U18-Meister in derselben Disziplin. Im gleichen Jahr gewann er bei den U18-Europameisterschaften eine Bronzemedaille. Im Jahr 2017 konnte er sich bei den Deutschen U20-Meisterschaften eine Silbermedaille über die 400 Meter Hürden sichern. Im Jahr darauf holte er bei diesen Meisterschaften den Titel. 2019 gewann er bei den U23-Europameisterschaften in Gälve Bronze. Im Jahr 2021 gelang ihm bei den Deutschen U23-Meisterschaften der erste Platz auf seiner Spezialstrecke. Außerdem holte er bei den U23-Europameisterschaften in Tallinn Silber, ebenso bei den Deutschen Meisterschaften. Mit der 4-mal-400-Meter-Staffel gewann er bei den U23-Europameisterschaften Bronze.
Bei den Weltmeisterschaften 2023 in Budapest erreichte Agyekum das Halbfinale im 400-Meter-Hürdenlauf. Seinen größten Erfolg errang er bei den Europameisterschaften 2024 in Rom, wo er mit der 4-mal-400-Meter-Staffel eine Bronzemedaille gewann und im Einzelwettbewerb Rang 6 belegte. Im Halbfinale stellte er mit 48,36 s seine Bestzeit auf.
Er startet seit dem 19. September 2017 für den SCC Berlin. Seine Standarddisziplin ist der 400-Meter-Hürdenlauf. Trainiert wird Agyekum von Volker Beck.